# Освіта в Горішніх Плавнях
Станом на 2019 рік у Горішніх Плавнях працює 21 навчальний заклад, з них: 10 дошкільних навчальних закладів (9 міських і 1 сільський), 7 закладів загальної середньої освіти, 1 заклад позашкільної освіти, 1 заклад професійно-технічної освіти, 2 заклади вищої освіти.

## Навчальні заклади

### Дошкільні навчальні заклади
Перелік закладів дошкільної освіти м. Горішні Плавні на червень 2019 року:
| Повна назва закладу освіти | Дошкільний навчальний заклад «Дзвіночок»                                      |
| -------------------------- | ----------------------------------------------------------------------------- |
| Тип                        | ясла-садок загального розвитку                                                |
| Засновано                  | 1971 рік                                                                      |
| Керівник                   | Онищенко Валентина Дмитрівна                                                  |
| Педагогічні працівники     | 21                                                                            |
| Учні/вихованці             | 218                                                                           |
| Адреса                     | 39800, Україна, м. Горішні Плавні, Полтавська область, провулок Молодіжний, 8 |
|                            | k                                                                             |
| Сайт                       | http://bellkom.ucoz.ua                                                        |
|                            |                                                                               |

| Повна назва закладу освіти | Дошкільний навчальний заклад «Сонечко»                           |
| -------------------------- | ---------------------------------------------------------------- |
| Тип                        | ясла-садок загального розвитку                                   |
| Засновано                  | 1971 рік                                                         |
| Керівник                   | Загребельна Вікторія Василівна                                   |
| Педагогічні працівники     | 26                                                               |
| Учні/вихованці             | 209                                                              |
| Адреса                     | 39800, Україна, Горішні Плавні, Полтавська область, Гірників, 29 |
|                            | s                                                                |
| Сайт                       | dnzsun.at.ua                                                     |
|                            |                                                                  |

| Повна назва закладу освіти | Дошкільний навчальний заклад «Дюймовочка»                                    |
| -------------------------- | ---------------------------------------------------------------------------- |
| Тип                        | ясла-садок загального розвитку                                               |
| Засновано                  | 1972 рік                                                                     |
| Керівник                   | Аструдінова Світлана Валеріївна                                              |
| Педагогічні працівники     | 24                                                                           |
| Учні/вихованці             | 249                                                                          |
| Адреса                     | 39803, Україна, м. Горіщні Плавні, Полтавська обл., вул. Добровольського, 19 |
|                            | d                                                                            |
| Сайт                       | http://thumbelinakom.ucoz.ua/                                                |
|                            |                                                                              |

| Повна назва закладу освіти | Дошкільний навчальний заклад «Росинка»                                    |
| -------------------------- | ------------------------------------------------------------------------- |
| Тип                        | ясла-садок загального розвитку                                            |
| Засновано                  | 1973 рік                                                                  |
| Керівник                   | Оськіна Ірина Федорівна                                                   |
| Педагогічні працівники     | 22                                                                        |
| Учні/вихованці             | 217                                                                       |
| Адреса                     | 39800, Україна,м. Горішні Плавні, Полтавська обл., вул. Героїв Дніпра, 26 |
|                            | r                                                                         |
| Сайт                       | http://rosinkakom.ucoz.ua                                                 |
|                            |                                                                           |

| Повна назва закладу освіти | Дошкільний навчальний заклад «Горобинка»                                         |
| -------------------------- | -------------------------------------------------------------------------------- |
| Тип                        | ясла-садок загального розвитку                                                   |
| Засновано                  | 1977 рік                                                                         |
| Керівник                   | Кулініч Світлана Валентинівна                                                    |
| Педагогічні працівники     | 24                                                                               |
| Учні/вихованці             | 240                                                                              |
| Адреса                     | 39800, Україна, Полтавська область, м. Горішні Плавні, вул. Конституції, буд. 30 |
|                            | '                                                                                |
| Сайт                       | http://www.rowantreeKom.ucoz.org                                                 |
|                            |                                                                                  |

| Повна назва закладу освіти | Дошкільний навчальний заклад «Чебурашка»                                               |
| -------------------------- | -------------------------------------------------------------------------------------- |
| Тип                        | ясла-садок загального розвитку                                                         |
| Засновано                  | 1980 рік                                                                               |
| Керівник                   | Сапачова Вікторія Володимирівна                                                        |
| Педагогічні працівники     | 22                                                                                     |
| Учні/вихованці             | 210                                                                                    |
| Адреса                     | 39800, Україна, м. Горішні Плавні, Полтавська область, проспект Героїв Дніпра, буд. 29 |
|                            | c                                                                                      |
| Сайт                       | Cheburashkakom.ucoz.ua                                                                 |
|                            |                                                                                        |

| Повна назва закладу освіти | Дошкільний навчальний заклад «Казка» компенсуючого типу                         |
| -------------------------- | ------------------------------------------------------------------------------- |
| Тип                        | ясла-садок компенсуючого типу                                                   |
| Засновано                  | 1981 рік                                                                        |
| Керівник                   | Гартман Ірина Євгеніївна                                                        |
| Педагогічні працівники     | 40                                                                              |
| Учні/вихованці             | 158                                                                             |
| Адреса                     | 39800, Україна, м. Горішні Плавні, Полтавська область, вул. Добровольського, 61 |
|                            | d                                                                               |
| Сайт                       | http://fairytalekom.ucoz.ua                                                     |
|                            |                                                                                 |

| Повна назва закладу освіти | Дошкільний навчальний заклад «Золота рибка»                                   |
| -------------------------- | ----------------------------------------------------------------------------- |
| Тип                        | ясла-садок загального розвитку                                                |
| Засновано                  | 12 грудня 1983 року                                                           |
| Керівник                   | Цигрик Тетяна Володимирівна                                                   |
| Педагогічні працівники     | 22                                                                            |
| Учні/вихованці             | 282                                                                           |
| Адреса                     | Україна, м. Горішні Плавні, Полтавська область, проспект Героїв Дніпра , 70-А |
|                            |                                                                               |
| Сайт                       | http://www.zolotaribka.pl.ua                                                  |
|                            |                                                                               |

| Повна назва закладу освіти | Дошкільний навчальний заклад «Попелюшка»                                   |
| -------------------------- | -------------------------------------------------------------------------- |
| Тип                        | ясла-садок загального розвитку                                             |
| Засновано                  | 1989 рік                                                                   |
| Керівник                   | Чаплоуцька Вікторія Леонідівна                                             |
| Педагогічні працівники     | 26                                                                         |
| Учні/вихованці             | 268                                                                        |
| Адреса                     | 39800, Україна, м. Горішні Плавні, Полтавська область, вул. Конституції 38 |
|                            |                                                                            |
| Сайт                       | http://zolakom.ucoz.ua/index/0-2                                           |
|                            |                                                                            |

| Повна назва закладу освіти | Дошкільний навчальний заклад «Сонечко» Дмитрівської сільської ради                  |
| -------------------------- | ----------------------------------------------------------------------------------- |
| Тип                        | ясла-садок                                                                          |
| Засновано                  | 1961 рік                                                                            |
| Керівник                   | Кондратюк Алла Володимирівна                                                        |
| Педагогічні працівники     | 11                                                                                  |
| Учні/вихованці             | 93                                                                                  |
| Адреса                     | 39891 Україна Полтавська область, м.Горішні Плавні село Дмитрівка, вул. Молодіжна,7 |
|                            | c                                                                                   |
| Сайт                       | http://sundmitrovka.at.ua                                                           |
|                            |                                                                                     |

### Заклади загальної середньої освіти
У 7 закладах загальної середньої освіти міста навчається 5122 учні, працює 340 педагогічних працівників. Серед шкіл міста є 3 спеціалізовані заклади загальної середньої освіти, що поглиблено вивчають окремі предмети. 
Перелік закладів загальної середньої освіти:
| Повна назва закладу освіти | Загальноосвітня школа І-ІІІ ступенів №1 Горішньоплавнівської міської ради Полтавської області |
| -------------------------- | --------------------------------------------------------------------------------------------- |
| Тип                        | загальноосвітній навчальний заклад І-ІІІ ступенів                                             |
| Засновано                  | 1962                                                                                          |
| Керівник                   | Тягай Наталія Анатоліївна                                                                     |
| Педагогічні працівники     | 50                                                                                            |
| Учні/вихованці             | 715                                                                                           |
| Адреса                     | 39800, Україна, м. Горішні Плавні, Полтавська область, вул. Миру, 5                           |
|                            | s                                                                                             |
| Сайт                       | http://koms1.at.ua/                                                                           |

| Повна назва закладу освіти | Загальноосвітня школа І – III ступенів №2 Горішньоплавнівської міської ради Полтавської області |
| -------------------------- | ----------------------------------------------------------------------------------------------- |
| Тип                        | загальноосвітній навчальний заклад І-ІІІ ступенів                                               |
| Засновано                  | 1969                                                                                            |
| Керівник                   | Кириченко Тетяна Григорівна                                                                     |
| Педагогічні працівники     | 46                                                                                              |
| Учні/вихованці             | 574                                                                                             |
| Адреса                     | 39801, Україна, Полтавська область, місто Горішні Плавні, вул. Молодіжна, 25                    |
|                            | k                                                                                               |
| Сайт                       | http://zosh2kom.ucoz.ua                                                                         |

| Повна назва закладу освіти | Спеціалізована загальноосвітня школа І-ІІІ ступенів №3 імені В.О. Нижниченка з поглибленим вивченням предметів суспільно-гуманітарного циклу Горішньоплавнівської міської ради Полтавської області |
| -------------------------- | --- |
| Тип                        | загальноосвітній навчальний заклад І-ІІІ ступенів з поглибленим вивченням окремих предметів |
| Засновано                  | 1973 |
| Керівник                   | Сень Ольга Олексіївна |
| Педагогічні працівники     | 70 |
| Учні/вихованці             | 1100 |
| Адреса                     | 39803, Україна, м. Горішні Плавні, Полтавська область, вул. Добровольського, 27 |
|                            | g |
| Сайт                       | https://specializedschool3.wordpress.com |

| Повна назва закладу освіти | Спеціалізована загальноосвітня школа І-ІІІ ступенів № 4 з поглибленим вивченням англійської мови Горішньоплавлнівської міської ради Полтавської області |
| -------------------------- | --- |
| Тип                        | загальноосвітній навчальний заклад І-ІІІ ступенів з поглибленим вивченням окремих предметів                                                             |
| Засновано                  | 1978 |
| Керівник                   | Бурлака Лідія Іванівна |
| Педагогічні працівники     | 51 |
| Учні/вихованці             | 673 |
| Адреса                     | 39800, Україна, м. Горішні Плавні, Полтавська область, вул.Конституції, 20                                                                              |
|                            | s |
| Сайт                       | http://sch4.at.ua/ |

| Повна назва закладу освіти | Спеціалізована загальноосвітня школа І-ІІІ ступенів № 5 з поглибленим вивченням предметів природничо-математичного циклу ім. Л.І. Бугаєвської |
| -------------------------- | --- |
| Тип                        | загальноосвітній навчальний заклад І-ІІІ ступенів з поглибленим вивченням окремих предметів                                                   |
| Засновано                  | 1979 |
| Керівник                   | Тузікова Алла Миколаївна |
| Педагогічні працівники     | 54 |
| Учні/вихованці             | 890 |
| Адреса                     | 39800, Україна, м. Горішні Плавні, Полтавська обл., вул. Конституції, 20                                                                      |
|                            | n |
| Сайт                       | https://gpspecializedschoo.wixsite.com/mysite                                                                                                 |

| Повна назва закладу освіти | Загальноосвітня школа І-ІІІ ступенів №6 Горішньоплавнівської міської ради Полтавської області |
| -------------------------- | --------------------------------------------------------------------------------------------- |
| Тип                        | загальноосвітній навчальний заклад І-ІІІ ступенів                                             |
| Засновано                  | 1983                                                                                          |
| Керівник                   | Усатенко Віра Миколаївна                                                                      |
| Педагогічні працівники     | 74                                                                                            |
| Учні/вихованці             | 993                                                                                           |
| Адреса                     | 39803,Україна,м.Горішні Плавні, вул.Добровольського, буд.65                                   |
|                            | z                                                                                             |
| Сайт                       | http://www.zosh-6.at.ua                                                                       |

| Повна назва закладу освіти | Дмитрівська середня загальноосвітня школа І-ІІІ ступенів Дмитрівської сільської ради Полтавської області |
| -------------------------- | --- |
| Тип                        | загальноосвітній навчальний заклад І-ІІІ ступенів                                                        |
| Засновано                  | 1988 |
| Керівник                   | Брижань Віктор Григорович                                                                                |
| Педагогічні працівники     | 21 |
| Учні/вихованці             | 222 |
| Адреса                     | вул. Молодіжна 7, с. Дмитрівка, м .Горішні Плавні, Полтавська обл., Україна, 39891                       |
|                            | d |
| Сайт                       | http://dmitrovschool.at.ua                                                                               |

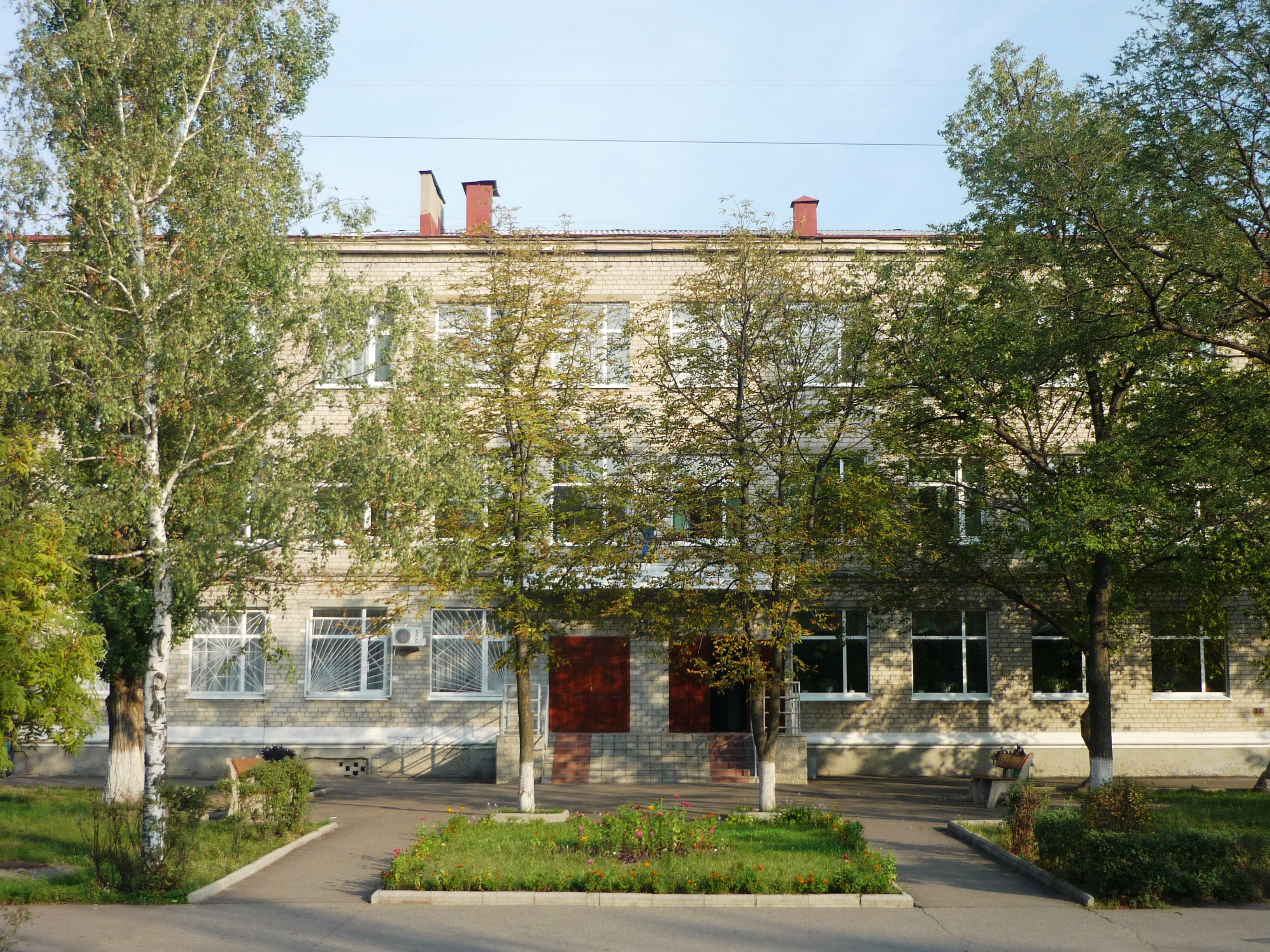
ЗОШ №1
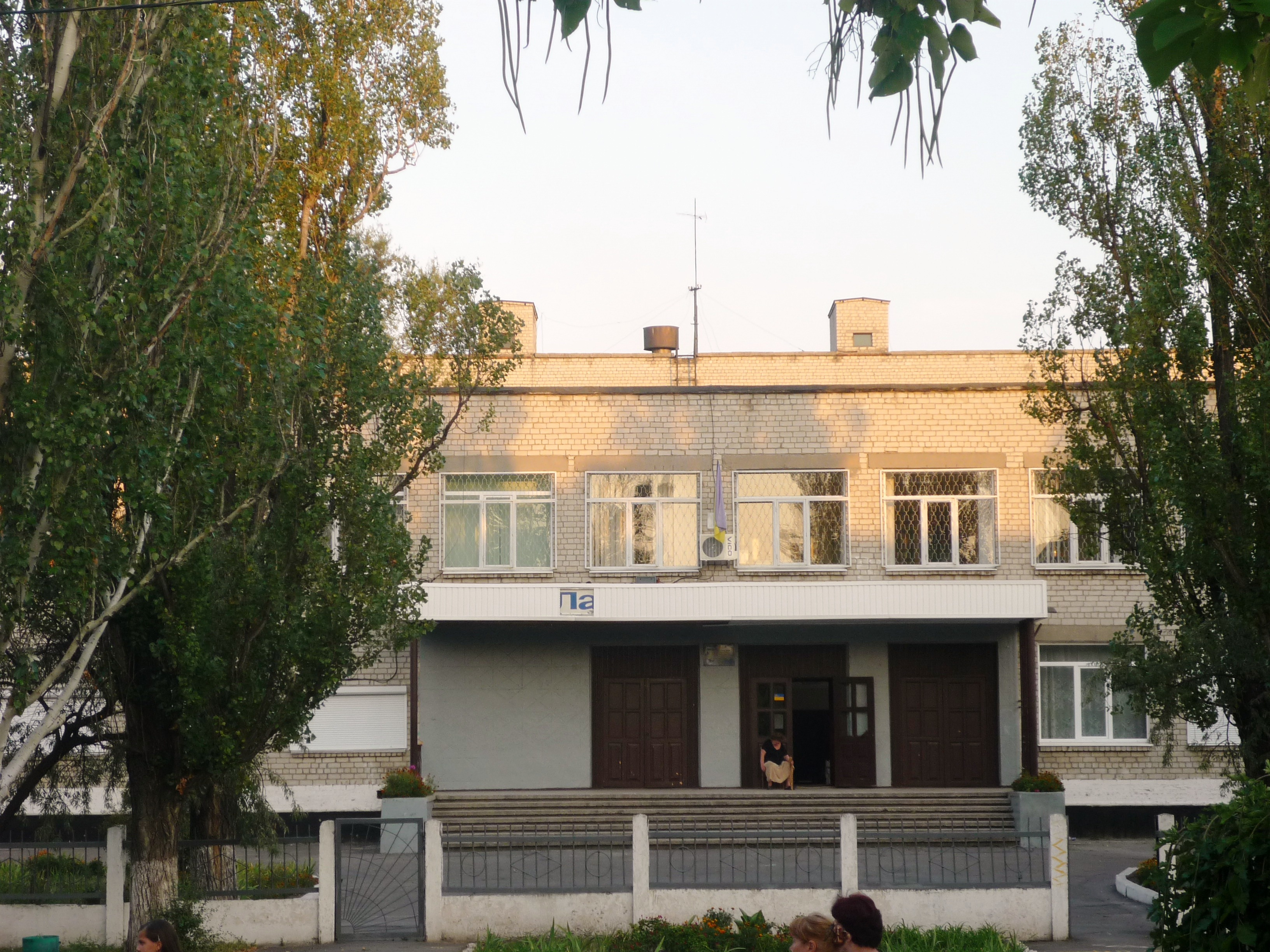
ЗОШ №2
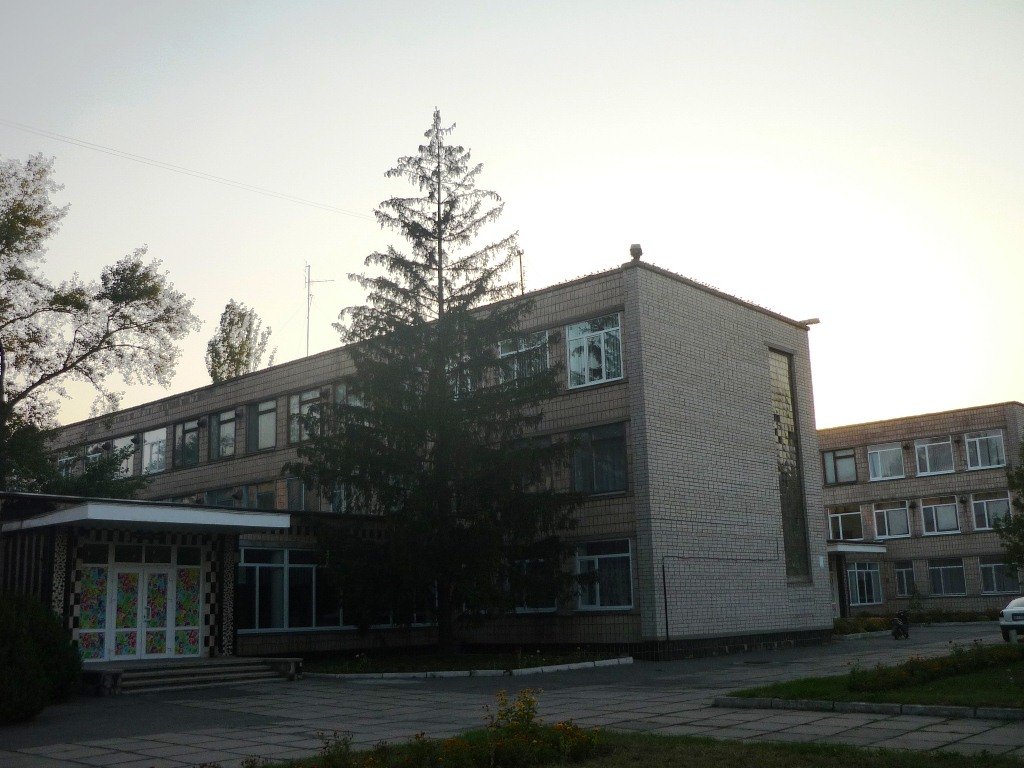
СЗОШ №3
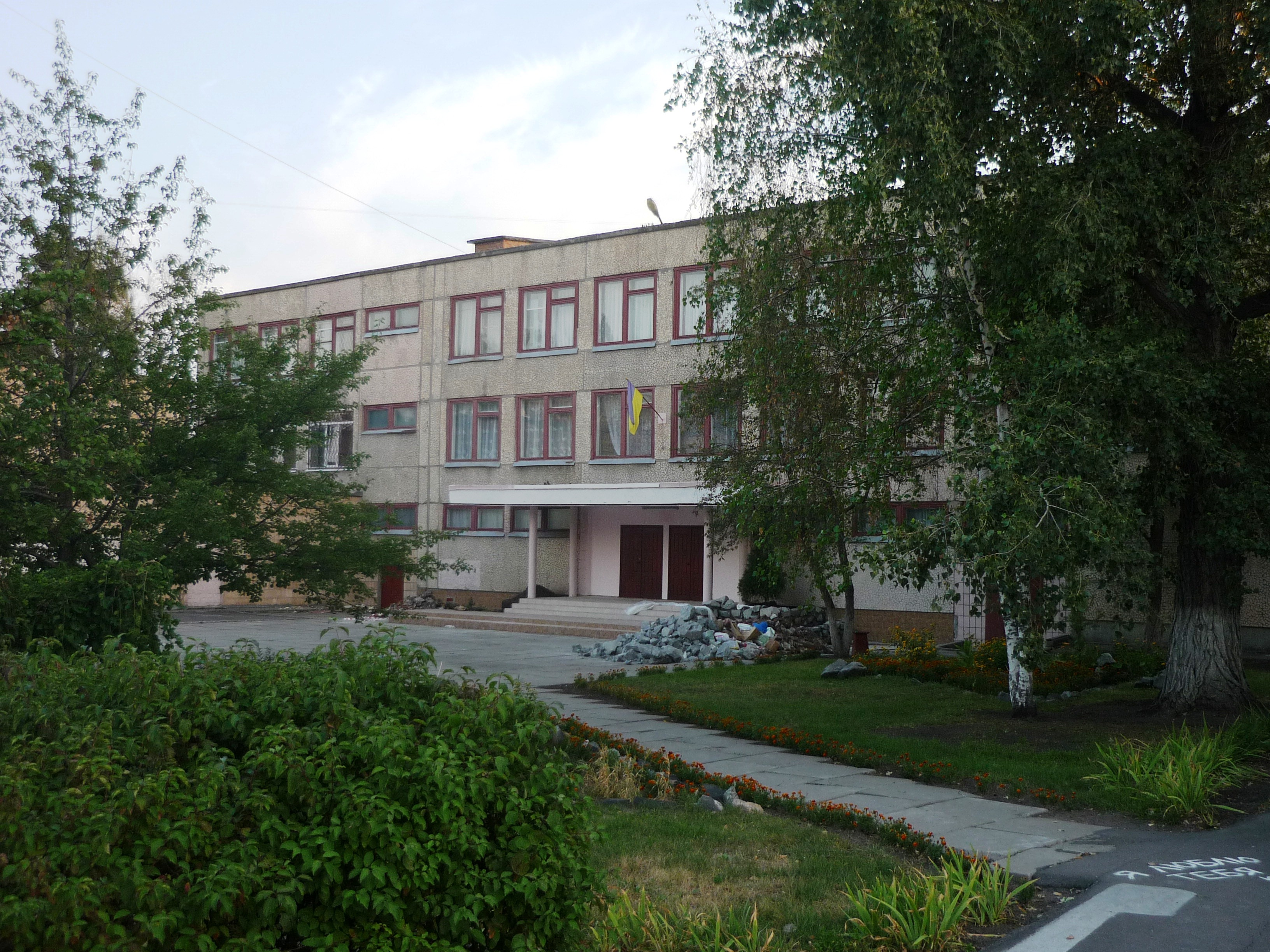
СЗОШ №4
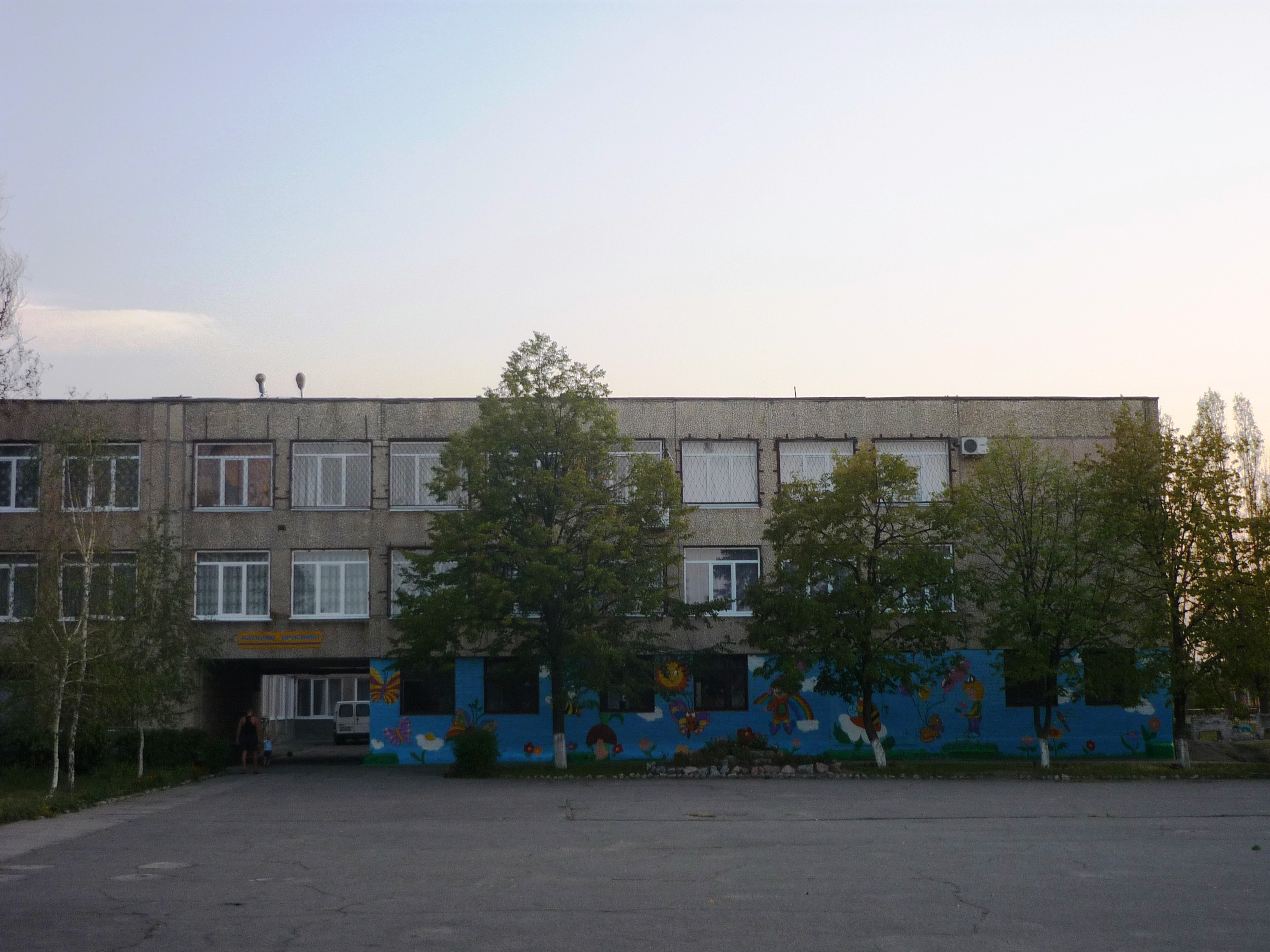
СЗОШ №5
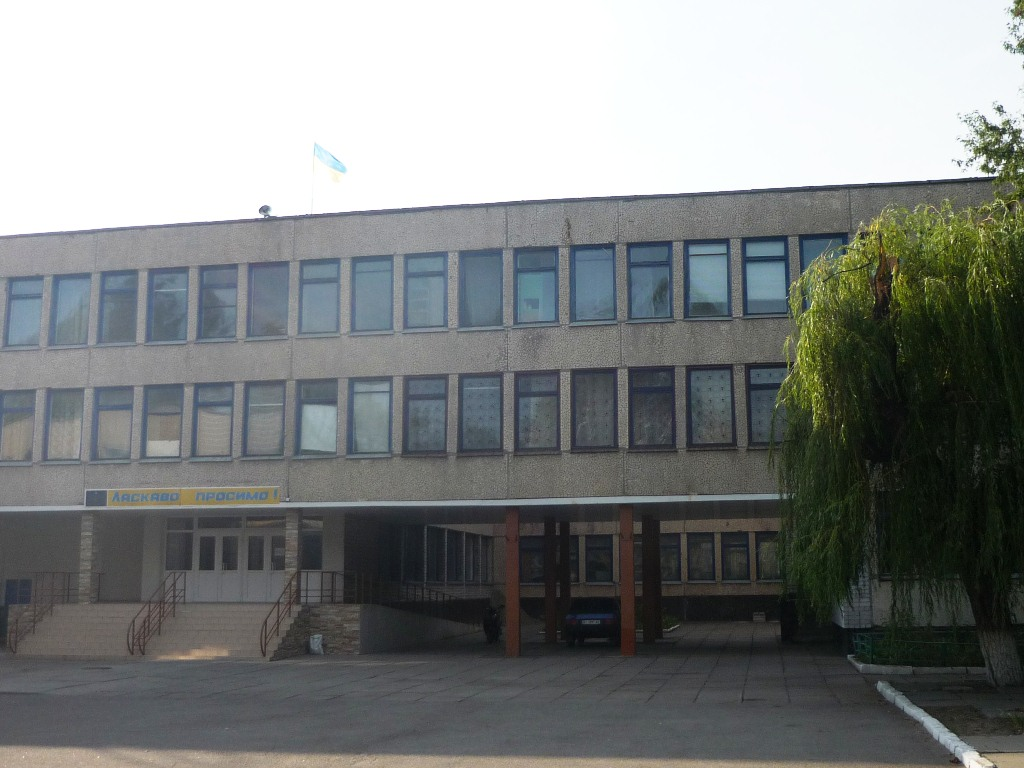
ЗОШ №6

### Заклади позашкільної освіти
| Повна назва закладу освіти | Позашкільний навчальний заклад центр дитячої та юнацької творчості Горішньоплавнівської міської ради Полтавської області |
| -------------------------- | --- |
| Тип                        | комплексний |
| Засновано                  | 1986 |
| Керівник                   | Сакун Надія Анатоліївна                                                                                                  |
| Педагогічні працівники     | 26 |
| Учні/вихованці             | 1274 |
| Адреса                     | 39800, Україна, м. Горішні Плавні, Полтавська область, вул. Гірників, 21                                                 |
|                            | c |
| Сайт                       | http://cdut.org.ua |

### Заклад професійно-технічної освіти
| Повна назва закладу освіти | Вище професійне гірничо-будівельне училище                                         |
| -------------------------- | ---------------------------------------------------------------------------------- |
| Тип                        | заклад професійно-технічної освіти                                                 |
| Засновано                  | 1972 рік                                                                           |
| Керівник                   | Сулима Василь Михайлович                                                           |
| Педагогічні працівники     | 63                                                                                 |
| Учні/вихованці             | 415                                                                                |
| Адреса                     | 39803 Україна, Полтавська область, місто Горішні Плавні, вул. Космонавтів, буд. 10 |
|                            | p                                                                                  |
| Сайт                       | http://www.gornoe.com.ua                                                           |
|                            |                                                                                    |

### Заклади вищої освіти
| Повна назва закладу освіти | Політехнічний коледж Кременчуцького національного університету імені Михайла Остроградського |
| -------------------------- | -------------------------------------------------------------------------------------------- |
| Тип                        | заклад вищої освіти                                                                          |
| Засновано                  | 1967                                                                                         |
| Керівник                   | Дзина Наталія Анатоліївна                                                                    |
| Педагогічні працівники     | 38                                                                                           |
| Учні/вихованці             | 451                                                                                          |
| Адреса                     | 39800, Україна, м.Горішні Плавні, Полтавська область, вул. Миру, 2                           |
|                            | k                                                                                            |
| Сайт                       | http://komspolytech.ucoz.ua/                                                                 |

| Повна назва закладу освіти | Полтавська місіонерська духовна семінарія Української Православної Церкви  |
| -------------------------- | -------------------------------------------------------------------------- |
| Тип                        | вищий духовний навчальний заклад                                           |
| Засновано                  | 1997 рік                                                                   |
| Керівник                   | митрополит Полтавський і Миргородський Филип (Осадченко Роман Альбертович) |
| Педагогічні працівники     | 34                                                                         |
| Учні/вихованці             | 191                                                                        |
| Адреса                     | 39803, Україна, м Горішні Плавні, Полтавська область, вул. Конституції, 12 |
|                            | o                                                                          |
| Сайт                       | http://missia.org.ua                                                       |
|                            |                                                                            |